# Pazuzu
Pazuzu — дарк-эмбиентный проект из Вены (Австрия). Первоначально создавался как сайд-проект музыкантов блэк-металической группы Summoning, после записи первого альбома мультиинструменталист Рэймонд Уэллс, который также использует псевдоним Pazuzu, остался его единственным участником и следующие альбомы писал в одиночку. Музыка Pazuzu представляет собой дарк-эмбиент с элементами средневековой музыки.
Пазузу — это повелитель демонов ветров в шумерской мифологии.

## Творчество
Проект Pazuzu был создан в 1993 г. музыкантами Summoning Михаэлем Грегором (Силениус), Рихардом Ледерером (Протектор) и Трификсионом (Александр Трондль) одновременно с Summoning. В то время как Summoning играли мелодичную разновидность блэк-метала, под именем Pazuzu они, «используя исключительно синтезаторы, семплы и [электронные] эффекты, стремились создавать музыку, которая была темной и в то же время торжественной и атмосферной». В следующем году был записан сплит The Urilia Text, включавший четыре песни Pazuzu и две — Summoning.
Первый официальный альбом назывался And all was Silent… и был издан на норвежском лейбле Head Not Found в 1994 г. Вся музыка была написана Силениусом и Протектором, Рэй Уэллс был одним из вокалистов. Альбом представляет собой дарк-эмбиент, периодически дополняемый волынками и флейтами, которые создают средневековую атмосферу. В 1995 г. Уэллс в качестве вокалиста поучаствовал в записи дебютного альбома Summoning Lugburz. Год спустя Pazuzu уже без Трификсиона (у него произошёл конфликт с Силениусом и Протектором) записали песню «The First Dominion: Renewal of Ages» для сборника андеграундных австрийских блэк-металических групп «ABMS Norici Obscura Pars», который вышел на Dark Matter Records. Это позволило Pazuzu в том же 1996 г. издать на DMR второй альбом Awaken The Dragon. На этой записи Уэллс работал практически в одиночку, основная тема альбома — ожидание конца света. Вскоре после выхода альбома лейбл Dark Matter Records разорился.
В 1998 г. Рэймонд Уэлсс переехал в Канаду и Pazuzu окончательно стал существовать как сольный проект.
В октябре 1999 г. на лейбле Avantgarde Music вышел третий альбом III: The End Of Ages , записанный, спродюсированный и смикшированный Уэллсом самостоятельно в собственной студии с июня 1998 по июль 1999 гг.

## Состав группы
- Рэймонд Уэллс (Raymond Wells aka Pazuzu) — вокал и все инструменты (с 1993 г.)

### Бывшие участники
- Рихард Ледерер (Richard Lederer aka Protector) — вокал, синтезаторы (1994—1995 гг.)
- Михаэль Грегор (Michael Gregor aka Silenius) — вокал, синтезаторы (1994—1995 гг.)
- Александр Трондль (Alexander Trondl aka Trifixion) — вокал, синтезаторы (1994—1995 гг.)
- Empress Lilith — вокал (1994—1995 гг.)
- Minh Ninjao — вокал (1994—1995 гг.)

## Дискография
- 1994 — The Urilia Text (демо-сплит с Summoning)
- 1995 — And all was Silent…
- 1996 — Awaken the Dragon
- 1999 — III: The End Of Ages